# Helene von Hülsen
Pour les articles homonymes, voir Hülsen.
Helene von Hülsen (née comtesse de Haeseler; née le 16 février 1829 au manoir de Blankenfelde près de Teltow et mort le 8 mai 1892 à Berlin) est un écrivain et salonnière prussienne.

## Biographie

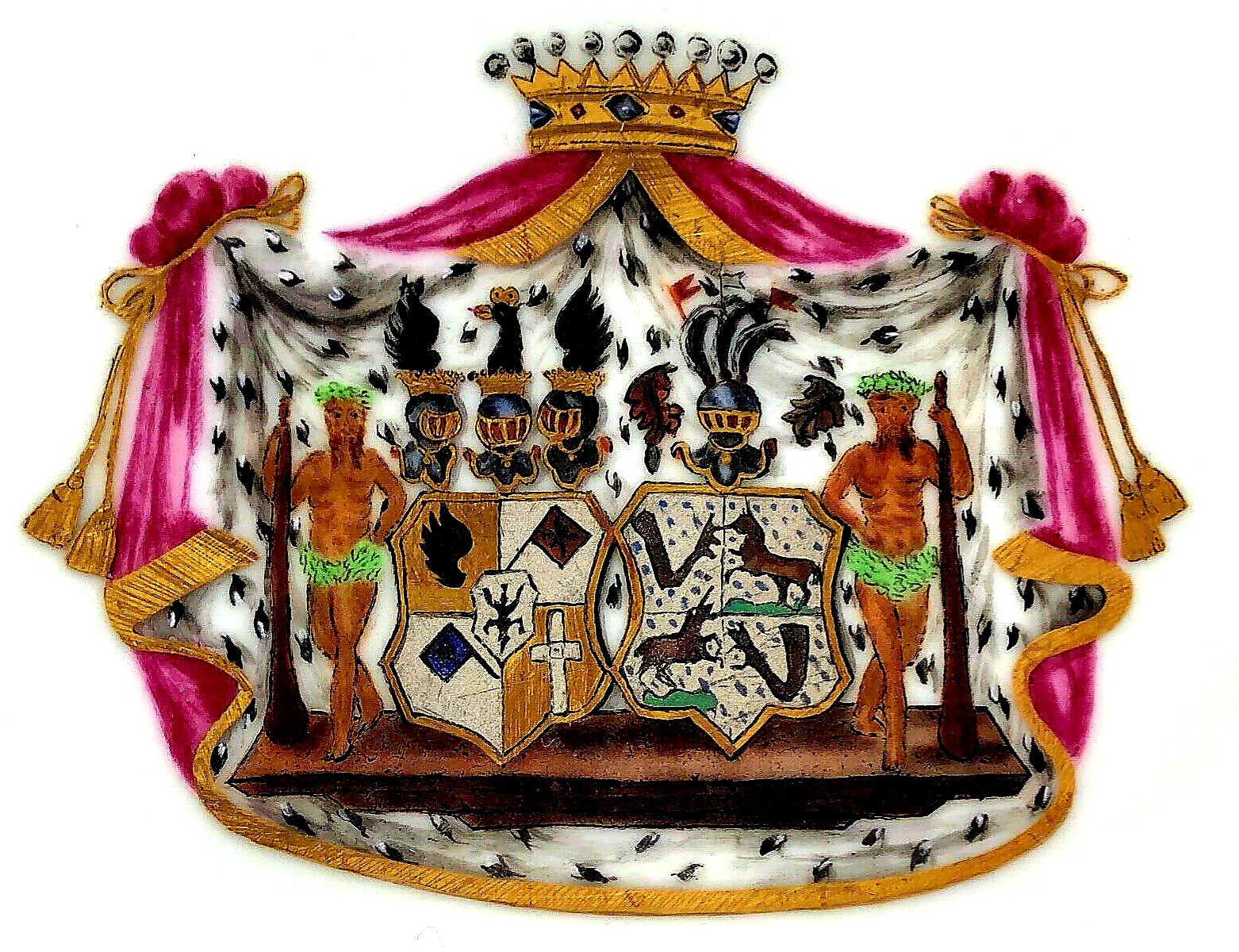
Armoiries d'alliance du mariage parental. Peinture sur porcelaine contemporaine

Helene von Hülsen est la fille de l'Oberschlosshauptmann prussien Eduard comte von Haeseler (de) (1799-1879) et d'Adolfine von dem Knesebeck (de)-Jühnsdorf (1804-1890) sur le manoir de Blankenfelde près de Teltow. Hélène a trois frères et sœurs, sa sœur Adelhaid (1833-1908), est mariée avec l'homme politique Carl von Treskow (de), son frère Herrmann (1836-1866), officier au régiment des Gardes du Corps, et sa sœur cadette Rosalie, née à 1839. Son oncle paternel est l'administrateur de l'arrondissement du Haut-Barnim Alexis von Haeseler (de).
En 1849, elle se marie avec l'officier et directeur de théâtre prussien Botho von Hülsen et se rend avec lui à Berlin. Dans les années suivantes, elle écrit des poèmes, des nouvelles et des romans, dont certains sont publiés sous le pseudonyme "Helene". De nombreux romans sont apparus dans des suites dans des revues tels que la Deutsche Rundschau.
Dès 1850, elle et son mari ont reçu dans leur maison des membres de la société de la cour de Berlin. Plus tard, en tant que salonnière, Helene von Huelsen organise des "Thés Helene" ou "café des Artistes", auxquels elle invite les grands noms de la scène berlinoise et d'autres écrivains tels que Fedor von Zobeltitz (de). Dans son appartement de la Französische Strasse 36, elle reçoit à plusieurs reprises Richard Wagner et sa femme Cosima. Helene von Hülsen décède en 1892 dans son appartement de la Königsgrätzer Straße (aujourd'hui Stresemannstraße 55) et est enterrée au cimetière des Invalides à Berlin. Sa tombe n'a pas été conservée.
Helene von Hülsen est la mère du général prussien Dietrich von Hülsen-Haeseler et du directeur de théâtre Georg von Hülsen-Haeseler. Sa sœur Adelheid von Treskow (1833-1908) est propriétaire du château de Friedrichsfelde près de Berlinet est mentionnée par Theodor Fontane dans le chapitre 15 de son roman Der Stechlin (de) mentionne: «[…] joli village et joli château. j'y étais une fois; la maîtresse de maison est une sœur de Frau von Hülsen ».

## Divers
Le musicien militaire Friedrich Lübbert (de) (1818–1892) nomme sa Helenenmarsch (de), qui remporte un prix lors d'un concours de composition à Berlin en 1857, d'après Helene von Hülsen. Aujourd'hui, le Helenenmarsch est l'une des marches les plus connues d'Allemagne, même en dehors des cercles militaires, notamment en raison de son utilisation dans le sketch de Noël (de) de Loriot .

## Publications

### Sous le pseudonyme d'Hélène
- Aus Herz und Leben (Gedichte, 1867)
- Novellen und Skizzen für ihre Freunde (1869)
- Ungesucht – gefunden (Novellen, 1872)
- Aus alter und neuer Zeit (Novellen, 1874)

### Sous son nom
- Traum und Wahrheit (Roman, 1874)
- Ohne Flitter (Novellen, 1877)
- In Licht und Schatten (Novellen, 1878)
- Elimar (1879)
- Nemesis (1883)
- Bilder aus der modernen Welt (1882)
- Einst und jetzt (Erzählungen, 1885)
- Erinnerungen an einen Heimgegangenen (gemeint ist Professor Adolf Schottmüller; 1890)
- Drei Lebensepisoden (1892)

### En tant qu'éditeur
- „Unter zwei Königen“: Erinnerungen an Botho von Hülsen, General-Intendant der Königlichen Schauspiele; 1851–1886 (1889)
- Unter Friedrich dem Großen. Aus den Memoiren des Ältervaters 1752–1773 (1890)